# Къща на дърво
Къща на дърво (на английски: treehouse; на немски: Baumhaus) е къща от дърво или друг лек материал като алуминий или пеноуретан, която за основи (фундамент) използва едно или няколко дървета.

## Необходимост
В някои страни по света (основно в тези, в които част от населението живее при условия, много близки до природата) направата на подобни къщи е начин да се избегнат опасностите на земята – диви зверове, врагове и др. Например и сега се правят къщи на дърветата в Западна Нова Гвинея (при племето Короваи), за да се избегнат опасностите на земната повърхност.
В някои модерни хотели се правят подобни къщи за доближаване на клиентите максимално близко до природата. В най-често срещаните случаи такива къщи се правят за игра на децата и тяхното естествено желание за приключение.

### Конструкция
Конструктивно тези къщи се различават съществено от обикновените сгради строени на земята. Изисква се добро разбиране на качествата на използваните материали и качествата на дърветата, върху които се изгражда къщата.
В модерните къщи на дърво се използват четири техники на закрепване: Техника на завинтване, заклемване, окачване и/или подпиране. За завинтването се използват специални разработени в САЩ винтове, с диаметър от три сантиметра и резба, които се завиват в дървото и могат да носят до пет тона. Предимството на този метод е, че не се натоварват клоните на дървото и освен това поради голямата стабилност са необходими само няколко такива съединения вместо много малки винтове или пирони. При заклемването, около стеблото се стягат регулируеми стоманени маншети, върху които после се поставят краищата на носещите греди. Тази технология изисква редовно проверяването на стягането на маншетите, за да не се получи пристягане на стеблото. При окачването къщата или части от нея се окачват със стоманени въжета и текстилни примки на дървото. Подпирането използва греди, за да се подпират носещите части отдолу. Тези технологии в зависимост от изискванията и условията на място трябва да се използват самостоятелно или в комбинация на няколко от тях.
За контрол и поддръжка трябва да има достъп до конструкцията от всички страни.

### Статика
Тази конструкция съдържа много неизвестни компоненти като климатични условия, качество на дървото и др. и изчисляването обикновено липсва.
В много страни има фирми с опит, които по поръчка изпълняват подобни проекти.

### Известни къщи на дърво
През 2007 най-високата използвана къща на дърво се намира в Керала в Индия. Става въпрос за хотел, който е на височина 26 метра.
Първият немски хотел на дърво се намира в Културен остров до Гьорлиц Görlitz. Направен е през 2007 и се състои от пет апартамента на дърво, които са свързани с пътеки и висящи мостове.
В швейцарската община Хилдисриден, се намира най-голямата къща на дърво, която се разполага на едно дърво.
В света се появяват все по-нови и интересни къщи на дърво.